# Alexander Szalay

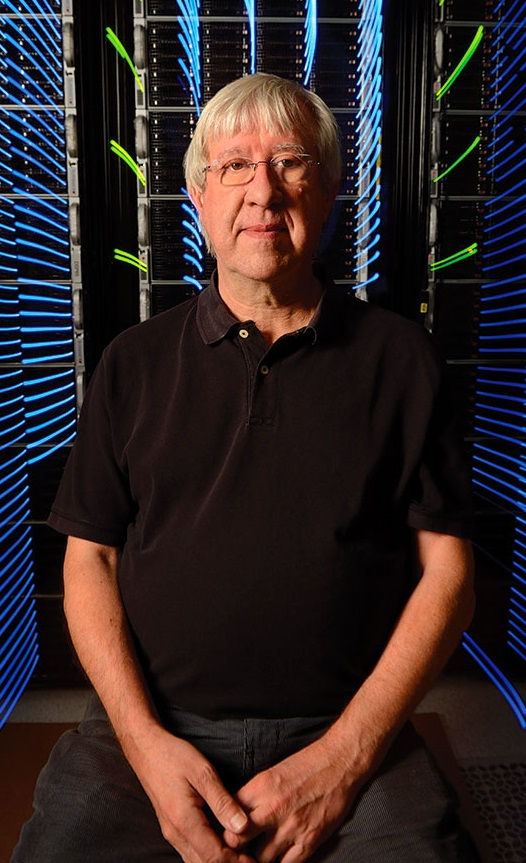
Alexander Szalay

Alexander Sandor Szalay, auch Alex Szalay, (* 17. Juni 1949 in Debrecen) ist ein ungarisch-US-amerikanischer Astrophysiker, Informatiker und Kosmologe.
Szalay studierte Physik an der Lajos-Kossuth-Universität in Debrecen und der Loránd-Eötvös-Universität in Budapest, an der er 1972 sein Diplom in theoretischer Physik erhielt und 1975 in Astrophysik promovierte. Danach wurde er Professor an der Lorand Eötvös Universität mit voller Professur ab 1987 (was er auch blieb, als er seine Professur in den USA antrat). 1980/81 war er Gastwissenschaftler an der University of California, Berkeley, und 1981/82 an der University of Chicago und 1984 bis 1986 am Fermilab angestellt. 1989 wurde er Professor an der Johns Hopkins University. Dort ist er Alumni Centennial Professor für Astronomie, Bloomberg Distinguished Professor und außerdem Professor in der Abteilung Informatik. Szalay ist Direktor des Institute of Dataintensive Science (IDIES).
Er befasst sich mit statistischer räumlicher Verteilung von Galaxien und Galaxienentstehung, insbesondere in Bezug auf den Einfluss verschiedener Sorten dunkler Materie (warm, kalt, heiß, deren Charakterisierung er einführte).
Er ist der Architekt des wissenschaftlichen Archivs des Sloan Digital Sky Survey und entwickelte mit Jim Gray von Microsoft Data Mining Techniken dafür. Später war er an der Standardisierung von großen Astronomie-Datenbanken wesentlich beteiligt (Virtual Observatory). Mit Simon White und anderen baute er eine Datenbank für die Millennium Cosmological Simulation und er baute eine ähnliche Datenbank für die Silver River Cosmology Simulation in Oak Ridge. Szalay war auch außerhalb der Astronomie in der Entwicklung datenintensiver Rechnerarchitekturen aktiv. Dabei arbeitete er auch mit Gordon Bell zusammen. Er war am Bau eines Sensornetzwerks zur Messung von Umweltdaten in Südamerika beteiligt (mit 200.000 Sensoren) und am Aufbau einer Datenbank für Turbulenz-Simulation.
2015 erhielt er den Sidney Fernbach Award, 2007 den Jim Gray Award von Microsoft und 2004 einen Humboldt-Forschungspreis. Szalay ist korrespondierendes Mitglied der Ungarischen Akademie der Wissenschaften (1990), Mitglied der American Academy of Arts and Sciences (2003) und Mitglied der National Academy of Sciences (2023). Er ist Ehrendoktor der Lorand Eötvös Universität (2008).